# Powiat Mattersburg
Powiat Mattersburg (niem. Bezirk Mattersburg) – powiat w Austrii, w kraju związkowym Burgenland, przy granicy austriacko-węgierskiej. Siedziba powiatu znajduje się w mieście Mattersburg.

## Geografia
Zachodnia część powiatu leży w Górach Rosalien (najwyższy szczyt: Schwarzkogel 673 m n.p.m.)
Powiat graniczy: na północy z powiatem Eisenstadt-Umgebung, na północnym zachodzie z powiatem Wiener Neustadt, na zachodzie z powiatem Wiener Neustadt-Land (dwa ostatnie w Dolnej Austrii), na południu z powiatem Oberpullendorf, na wschodzie z węgierskim komitatem Győr-Moson-Sopron.

## Podział administracyjny
Powiat podzielony jest na 19 gmin, w tym jedną gminę miejską (Stadt), pięć gmin targowych (Marktgemeinde) oraz 13 gmin wiejskich (Gemeinde). Podana liczba ludności dotyczy stanu na 1 stycznia 2023.
| Miasta 1. Mattersburg (7514) Gminy targowe 1. Neudörfl (4921) 2. Pöttsching (3096) 3. Rohrbach bei Mattersburg (2641) 4. Schattendorf (2406) 5. Wiesen (2770) | Gminy 1. Antau (806) 2. Bad Sauerbrunn (2311) 3. Baumgarten (919) 4. Draßburg (1230) 5. Forchtenstein (2777) 6. Hirm (1061) 7. Krensdorf (640) 8. Loipersbach im Burgenland (1205) 9. Marz (2080) 10. Pöttelsdorf (754) 11. Sieggraben (1255) 12. Sigleß (1182) 13. Zemendorf-Stöttera (1283) |

## Transport
Przez powiat przebiega droga ekspresowa S4 ( Mattersburg Schnellstraße), S31 (Burgenland Schnellstraße), drogi krajowe B50 (Burgenland Straße), B53 (Pöttschinger Straße) i linie kolejowe Wiedeń-Sopron i Wiener Neustadt-Sopron.